# Неаполи (дем Горуша)
Вижте пояснителната страница за други значения на Неаполи.
Неаполи, Ляпчища или Лапчища (произнасяно в най-близкия български говор Ляпчишча, на гръцки: Νεάπολη, Неаполи, катаревуса: Νεάπολις, Неаполис, до 1928 Λαψίστα, Лапсиста или Λειψίστα, Липсиста) е градче в Република Гърция, част от дем Горуша (Войо) в област Западна Македония.

## География
Неаполи е на 670 m надморска височина в географската област Населица (Анаселица) и е неин център. Отдалечен е на 36 km на юг от Костур (Кастория).

## История

### Етимология
Макс Фасмер смята, че името Ляпчища е славянско. Според Йордан Заимов и академик Иван Дуриданов името е патроним на -ишти от личното име Лапчо, Лапко, първоначално Хлап от старобългарското , „слуга“, новобългарското хлапе, като се позовава на старосръбското местно име Хлапова полıана. Дуриданов добавя и сръбското лично име Хлап, тълкувано като защитно, още Хлапен, Хлапоје, Хлапота и смята, че името е патроним на -ишти < -itji.

### В Османската империя
В XIX век Ляпчища е център на казата Населица в Серфидженския санджак на Османската империя. Оттук и алтернативното име на градчето Населица, на турски Населич, на гръцки Анаселица.
Градчето е изцяло гръцкоговорещо, но смесено в конфесионално отношение население. То е най-голямото селище, в което живеят ислямизирани гърци – валахади. Александър Синве (Les Grecs de l’Empire Ottoman. Etude Statistique et Ethnographique) в 1878 година пише, че в Лапсисти (Lapsisti), Сисанийска епархия, живеят 1800 гърци.
„Слѣдъ 4 1/2 часа стигнахме въ Лапсища, главното мѣсто за окрѫието Анаселица и сѣдалище на каймакаминъ.
И тука населението е мухамеданско, но при все туй официалния езикъ е гръцки.“
Според статистиката на Васил Кънчов („Македония. Етнография и статистика“) в 1900 година Ляпчища има 800 жители гърци християни, 1200 гърци мохамедани и 200 цигани.
На Етнографската карта на Битолския вилает на Картографския институт в София от 1901 година Лапчища (Населица) е център на казата Населица в Серфидженския санджак и има 360 къщи, от които 120 гръцки и 240 помашки (гръцки мохамедански).
По данни на секретаря на Българската екзархия Димитър Мишев (La Macédoine et sa Population Chrétienne) в 1905 година в Ляпчища (Населич) (Lapsichta Nasselitch) има 600 гърци и 1200 цигани (валахадите).
Според статистика на Серфидженския санджак на гръцкото консулство в Еласона от 1904 година в Лапсиста (Λαψίστα), Населишка каза, живеят 2000 валахади и 200 гърци християни.
В 1906 година е построена църквата „Света Троица“.

### В Гърция
През Балканската война в 1912 година в селото влизат гръцки части и след Междусъюзническата в 1913 година Ляпчища остава в Гърция. В 20-те години мюсюлманските му жители се изселват в Турция и на тяхно място са заселени гърци бежанци от Мала Азия, Източна Тракия и Понт. В 1928 година градчето е със смесено население от местни гърци и бежанци, които са 239 семейства или 978 души.
През 1928 година името на Ляпчища е сменено на Неаполис, в превод нов град.
В 1972 година е завършена църквата „Свети Георги“. В 1981 година на хълм южно от града е построена църквата „Свети Илия“. Осветена е на 22 октомври 1984 година от митрополит Антоний Сисанийски и Сятищки.
В градчето има и стари църкви „Свети Дух“, в югоизточния край и „Свети Николай“.
| Име           | Име            | Ново име | Ново име | Описание                                               |
| ------------- | -------------- | -------- | -------- | ------------------------------------------------------ |
| Мегала Баирия | Μεγάλα Μπαΐρια | Мандра   | Μάνδρα   | местност на С от Неаполи                               |
| Неволя        | Νεβόλια        | Адендрон | Άδενδρον | възвишение на С от Неаполи, на десния бряг на Бистрица |
| Камошк        | Καμόσκ         | Итиес    | Ίτιές    |                                                        |

| Година    | 1913 | 1920 | 1928 | 1940 | 1951 | 1961 | 1971 | 1981 | 1991 | 2001 | 2011 | 2021 |
| --------- | ---- | ---- | ---- | ---- | ---- | ---- | ---- | ---- | ---- | ---- | ---- | ---- |
| Население | 1047 | 1401 | 1592 | 1944 | 1987 | 1838 | 1992 | 1872 | 1889 | 2310 | 2285 | 2036 |

## Личности
Родени в Неаполи
- Ахмед Изет Фургач паша (1864 – 1937), османски военен, велик везир
- Дела Руник (р. 1947), гръцка художничка, поетеса и бизнесдама
- Мехмед Наки Юджекьок (1866 – 1949), османски военен и турски политик